# Респонсизм
Респонсизм (лат. responso — відповідати, англ. responsible — відповідальний) – концепція  відповідального громадянства та політична ідеологія, в якій вся повнота прав і свобод у державі належить вільним громадянам, а політичні права (обирати та бути обраним, здійснювати управління державою) закріплюються виключно за відповідальними громадянами, позбавленими, натомість частини громадянських і цивільних прав. 
Вільні громадяни – всі громадяни країни за фактом народження або довготермінового проживання. Володіють самим широким спектром прав і свобод при мінімальному втручанні держави в життя (право обирати органи місцевого самоврядування, правопорядку та суддів, лояльна податкова політика, максимальне право на захист свого життя, честі та гідності).  Єдине виключення – вони не можуть обирати та бути обраними в органи державної влади національного рівня та обіймати посади державних службовців вищого рангу. 
Відповідальні громадяни – частина суспільства, яка наділена правом обирати, бути обраною та служити в органах державної влади. Ці права не набуваються автоматично, а є результатом проходження громадянами спеціального відбору, роль якого виконує військова служба (в тому чи іншому вигляді), яка триває декілька років і метою якою є доведення претендентом своєї готовності пожертвувати, у випадку необхідності, власним життям заради країни. Відповідальні громадяни обмежуються в частині громадянських і цивільних прав і свобод (заборона на володіння бізнесом для діючих чиновників та членів їхніх родин, відсутність презумпції невинуватості, більш жорстке покарання за порушення закону, підсудність спеціальному трибуналу замість звичайного суду тощо) на весь час виконання обов’язків, пов’язаних з управлінням державою. 
Перехід з вільних громадян до відповідальних (і навпаки) є добровільним актом, який можливий для всіх громадян, які досягли повноліття. Процедура переходу закріплюється законодавчо. 
Таким чином у суспільстві формується система соціального балансу, за якої кожний громадянин може зробити власний усвідомлений вибір – користуватися всією повнотою прав і свобод і не брати участь у державному управлінні або брати участь в управлінні державою, але бути обмеженим в значній частині цивільних прав. 
Концепція була розроблена у 2008-2011 роках. Автори концепції: Сергій Гайдай, Віталій Помазанов, Дмитро Бушуєв, Вікторія Гладченко.
1. ↑  Архівована копія. Архів оригіналу за 4 березня 2016. Процитовано 21 вересня 2016.{{cite web}}:  Обслуговування CS1: Сторінки з текстом «archived copy» як значення параметру title (посилання)
2. ↑  https://site.ua/bogdana.babych/4564/